# One Quiet Night
One Quiet Night – solowa płyta Pata Metheny’ego. Artysta nagrał tę płytę w swoim domu w Nowym Jorku, a nagrania dokonał wieczorem 24 listopada 2001 roku. Muzyka na płycie charakteryzuje się cichym, bardzo łagodnym i relaksującym brzmieniem, a jedynym instrumentem jest gitara barytonowa. Metheny oprócz swoich kompozycji, opracował również instrumentalne wersje utworów innych wykonawców: „Don't Know Why” Jessego Harrisa (utwór ten wykonywała również Norah Jones), „My Song” Keitha Jarretta i „Ferry Cross The Mersey” Gerry’ego Mardsena. Utwory na płycie charakteryzują się zmiennością ścieżek dźwiękowych. Szczególnie uwagę zwraca dwunastominutowy utwór „North To South, East To West”, w którym zmieniają się co chwila kierunki muzyczne. Nagrania poddano zmiksowaniu w lutym 2003 roku, a producentami płyty byli Pat Metheny i Steve Rodby, który gra na basie oraz kontrabasie w zespole „Pat Metheny Group”.

## Lista utworów
1. „One Quiet Night” (5:01)
2. „Song For The Boys” (4:29)
3. „Don't Know Why” (3:07)
4. „Another Chance” (6:47)
5. „And Time Goes On” (3:18)
6. „My Song” (4:20)
7. „Peace Memory” (6:10)
8. „Ferry Cross The Mersey” (3:57)
9. „Over On 4th Street” (3:38)
10. „I Will Find The Way” (7:48)
11. „North To South, East To West” (12:00)
12. „Last Train Home” (4:35)